# Hüseyin Çimşir
Hüseyin Çimşir (ur. 26 maja 1979 w Araklı) – turecki piłkarz występujący na pozycji pomocnika.

## Kariera klubowa
Çimşir zawodową karierę rozpoczynał w 1997 roku w Trabzonsporze z Süper Lig. W tych rozgrywkach zadebiutował 2 listopada 1997 roku w wygranym 3:0 pojedynku z ekipą Altay SK. Sezon 1998/1999 spędził na wypożyczeniu w Sakaryasporze, także występującym w Süper Lig. Potem wrócił do Trabzonsporu, gdzie spędził jeszcze rok.
W 2000 roku odszedł do innego zespołu Süper Lig, Antalyasporu. Pierwszy ligowy mecz zaliczył tam 13 sierpnia 2000 roku przeciwko Siirtsporowi (2:1). 23 stycznia 2002 roku w wygranym 2:0 spotkaniu z Kocaelisporem strzelił pierwszego gola w Süper Lig. W Antalysporze występował przez 2 lata.
W 2002 roku Çimşir wrócił do Trabzonsporu. W 2004 roku zdobył z zespołem Puchar Turcji. W tym samym roku, a także rok później wywalczył z nim wicemistrzostwo Turcji. W 2009 roku podpisał kontrakt z Bursasporem. Zadebiutował tam 9 sierpnia 2009 roku w wygranym 2:1 pojedynku z Kasımpaşą SK. W 2010 roku zdobył z klubem mistrzostwo Turcji.

## Kariera reprezentacyjna
W reprezentacji Turcji Çimşir zadebiutował 4 września 2004 roku w zremisowanym 1:1 meczu eliminacji Mistrzostw Świata 2006 z Gruzją. Od 2007 roku znajduje się poza kadrą narodową.